# Sigmella immaculata
Sigmella immaculata är en kackerlacksart som först beskrevs av Hanitsch 1932.  Sigmella immaculata ingår i släktet Sigmella och familjen småkackerlackor. Inga underarter finns listade i Catalogue of Life.